# Zephyrinus
Zephyrinus, född i Rom, död 20 december 217, var påve från Viktor I:s död 199 till sin egen död, den 20 december 217. Han vördas som helgon i Romersk-katolska kyrkan, med minnesdag den 26 augusti.

## Biografi
Hippolytus beskriver Zephyrinus i Philosophymena (IX, xi) som en man med enkel bakgrund och utan utbildning, vilket torde innebära att han skaffat sig praktisk kunskap om kyrkan genom verksamhet, och inte inträtt som präst efter teologistudier. Han valdes till Viktor I:s efterträdare sedan denne dött, och konsekrerades till påve. Det första han gjorde var att kalla Calixtus till Rom från Antium, och ge honom i uppdrag att övervaka coemeterium, de kristnas begravningsplats, troligen en som inrättats under påve Viktors pontifikat. Calixtus verkar också ha vigts till diakon av Zephyrinus.
Kyrkan som Zephyrinus tog över var djupt splittrad i frågan om tolkningen av Treenigheten. Zephyrinus var invecklad i de så kallade monarkianska stridigheterna som pågick under denna tid (se antitrinitarier). Zephyrinus, som stod under inflytande av Calixtus, uppträdde visserligen mot monarkianska partiet, som Artemon stiftat, men gynnade ett annat monarkianskt parti, de så kallade patripassianerna, som ansågs vara mera ortodoxa. Med montanisterna, som intog en fientlig ställning till all slags monarkianism, stod Zephyrinus däremot på spänd fot. Av detta stränga parti ogillades påven för ett edikt som påbjöd förlåtelse för dem som brutit mot sjätte budet, och deras återupptagande i kyrkans gemenskap. För sin benägenhet för monarkianismen blev Zephyrinus med skärpa och, påstås det ibland, delvis orättvist angripen av den framstående presbytern och skriftställaren Hippolytus.       
Under Zephyrinus utfärdade kejsaren av Rom ett förbud mot att konvertera till kristendomen.
Zephyrinus är begravd i Calixtus katakomber.